# Kendall Sheffield
Kendall Sheffield (Missouri City, 30 maggio 1996) è un giocatore di football americano statunitense che milita nel ruolo di cornerback per i Miami Dolphins della National Football League (NFL).

## Carriera

### Atlanta Falcons
Sheffield fu scelto nel corso del quarto giro (111º assoluto) del Draft NFL 2019 dagli Atlanta Falcons. Debuttò come professionista subentrando nella gara del primo turno contro i Minnesota Vikings senza fare registrare alcuna statistica. Nella settimana 6 contro gli Arizona Cardinals disputò la prima partita come titolare mettendo a segno 4 tackle. La sua stagione da rookie si chiuse con 46 placcaggi e un fumble forzato disputando tutte le 16 partite, di cui 11 come titolare.

### Houston Texans
Il 17 maggio 2022 Sheffield firmò con gli Houston Texans.